# 孫家醕
孫家醕（1815年—1862年），字鴻卿，號飲生，安徽壽州人。清朝政治人物，同進士出身。

## 生平
孫家醇為道光二十六年（1846年）丙午科舉人，次年聯捷丁未科進士，授內閣中書，歷任協辦侍讀、代理侍讀。咸豐初年因捐資助餉，朝廷下旨獎給“義篤維桑”匾額。京察上考，選為四川石砫廳同知。咸豐七年（1857年），因剿滅馬錦明反清起事，擢升知府，赴綏定府。同治元年（1862年），因積勞卒於官。入祀石砫廳名宦祠。光緒《壽州志》有傳。